# Кхмерска граматика
Кхмерският е в основата си аналитичен език, без склонение. Има начини за словообразуване чрез представки и инфикси, но те не са особено продуктивни и се срещат главно в думи, наследени от старокхмерски. Дори и в този по-ранен етап на езика един и същ афикс би могъл да изпълнява различни функции.
Често срещан е инфиксът -ɑm(n)- или -ɑn- (или с други гласни), който се вмъква след начална съгласна, особено за да преобразува прилагателни или глаголи в съществителни.
Сложните думи са често срещани; в една такава, съставена от две съществителни, главната основа обикновено е първа, което често противоречи на реда в английски или други езици: duck egg („патешко яйце“) е на кхмерски: ពងទា [pɔːŋ tiə], букв. egg-duck („яйце патица“).

## Словоред
Тъй като кхмерският е аналитичен език, словоредът е относително фиксиран и промените в него обикновено влияят и на значението. Основният словоред е подлог – сказуемо – допълнение. Тематизацията е обичайна: темата на дадено изречение често се поставя в началото, а останалата част от изречението е коментар към нея.
Както на английски (а и на български), се използват предлози вместо следлози (думите със значение в, на и т.н. предхождат съществителното, към което се отнасят). Обикновено главната основа на дадена фраза идва на първо място, т.е. модификаторите идват след думите, за които се отнасят (прилагателните, показателните местоимения, фразите за притежание, подчинените изречения и т.н. следват съществителните; наречията основно следват глаголите).

## Съществителни
Кхмерските съществителни не се менят по род или число. Липсва членуване, но неопределеност често се изразява чрез думата за "едно" след съществителното. Множественост може да се отбележи чрез следименни частици, числителни имена или удвояване на следващо прилагателно, което, макар да е подобно на усилване, обикновено се различава от такова чрез контекста.
Притежание се изразява чрез поставяне на съществителното или местоимението, представляващо притежателя, след главното съществително, като често думата на кхмерски: របស់ [rəbɑh] се вмъква между тях. (Думата на кхмерски: របស់ също е съществително със значение на "нещо".